# Mojo Dungkol
Mojo Dungkol is een bestuurslaag in het regentschap Situbondo van de provincie Oost-Java, Indonesië. Mojo Dungkol telt 1299 inwoners (volkstelling 2010).